# デレック・ウォルコット
デレック・オールトン・ウォルコット（Derek Alton Walcott, 1930年1月23日 - 2017年3月17日）はセントルシア出身の詩人、劇作家。1992年、カリブ海諸国出身者として初めてノーベル文学賞を受賞。

## 経歴
当時イギリス領だったセントルシアのカストリーズに生まれる。父方はイギリス系、母方はオランダ系・アフリカ黒人の血を引いている。18歳で初めて詩集を発表。西インド諸島大学を卒業後、ニューヨークで演劇を学び作劇にも進出、トリニダッド・シアター・ワークショップを設立した。2007年までボストン大学の教授を務めた。2010年、英国のエセックス大学教授に就任した。
2008年、初の単著の邦訳『オデッセイ』が刊行された。

## 邦訳
- 『デレック・ウォルコット詩集』徳永暢三編訳　小沢書店 双書・20世紀の詩人 1994
- 『アンティール諸島 叙事詩的な記憶の断片 1992年ノーベル賞受賞記念講演』磯田久恵訳 下田出版 2004
- 『オデッセイ』谷口ちかえ訳 国書刊行会 2008

## 作品
- 『二十五篇の詩』（1948年）
- 『青春への墓碑銘』（1949年）
- 『詩篇』（1951年）
- 『緑の夜に 1948-1960』（1962年）
- 『漂流者その他の詩篇』（1965年）
- 『メキシコ湾その他の詩篇』（1969年）
- 『もう一つの生』（1973年）
- 『浜辺葡萄』（1976年）
- 『カイニットの王国』（1979年）
- 『詩選集』（1981年）
- 『幸運な詩人』（1981年）
- 『カリブ海の詩篇』（1983年）
- 『真夏』（1984年）
- 『全詩集 1948-1984』（1986年）
- 『アーカンソー州への証言』（1987年）
- 『オメロス』（1990年）